# 車慧文
车慧文（1944年7月5日—），中国文学教授， 作家和翻譯家。

## 生平
原籍黑龙江瑷晖县人，1944年7月5日出生于北平市。1949年随同祖父母移居台北。1958年國立台北师范附属小学毕业，1964年台北县立文山中学毕业，1965考入国立政治大学西语系，后转学淡江大学英国文学系。
1969夏赴德国柏林自由大学政治系任短期中文教师。1973-1979年任职科隆德国之声电台翻译与采访工作；1978-1983任科隆大学汉学系讲师，开设文言文、中国现代文学与台湾文学课程。1987-88主持翻译与出版「源流-当代台湾短篇小说选」（柏林，慕尼黑）。1991年通过哲学社会学系博士考试，取得博士资格。1994 -2004 任职柏林洪堡大學，波茨坦工科实用大学教授中国文学与中国艺术理论等课程。
在台灣就讀淡江文理學院英文系时，嫁給一位在師大語言中心修習中文的德國青年，隨夫到科隆，育有二子。现旅居柏林，任柏林中华文化学会会长。曾参与创办欧洲华人学会、创办德国科隆莱茵区华侨子弟中文班、发起创办柏林国际佛光会、柏林中华妇女会、德华妇女会等华人社团。
车慧文是歐洲華文作家協會會員。

## 寫作
论基督教新教对中国妇女高等教育的贡献和影响， 翻译星云大师演讲集和齊邦媛的自傳《巨流河》。

## 作品
- 《中国语言学家王力及其著作》（德语版，柏林自由大学出版）
- 《中国妇女高等教育创始时期－－燕京大学女部之研究》（德语版，柏林自由大学出版）
- 《源流—台湾当代短篇小说选》（中译德，慕尼黑出版）
- 《心甘情愿-星云大师演讲集》（中译德，柏林国际佛光会）
- 主编《中国人在德国－移民和融入现况研究》（德语，柏林日出国协会）
- 《柏林与布兰登堡地区的普鲁士皇宫及庭苑》（德译中，柏林德意志艺术出版社）